# Dorfkirche Lübnitz

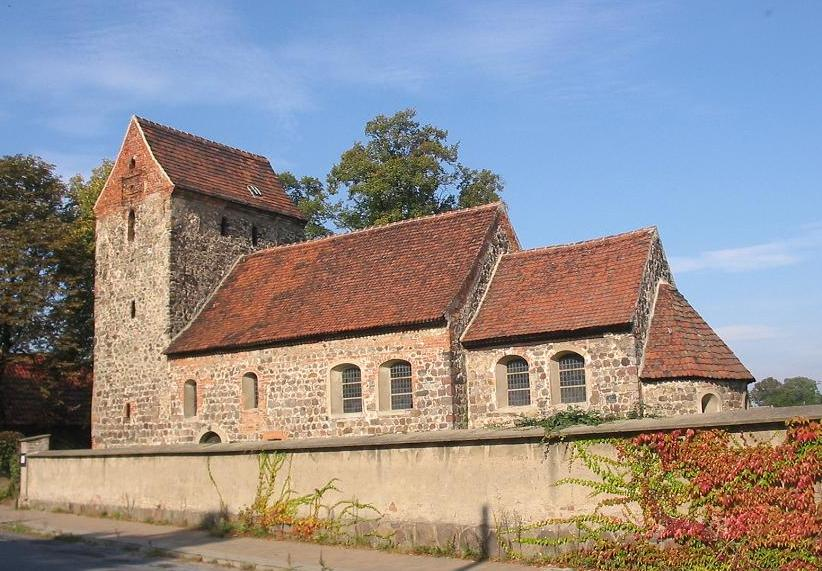
Dorfkirche Lübnitz

Die evangelische Dorfkirche Lübnitz ist eine romanische Saalkirche im Ortsteil Lübnitz von Bad Belzig im Landkreis Potsdam-Mittelmark in Brandenburg. Sie gehört zur St. Marien/Hoher Fläming Bad Belzig im Kirchenkreis Mittelmark-Brandenburg der Evangelischen Kirche Berlin-Brandenburg-Schlesische Oberlausitz und kann nach Voranmeldung besichtigt werden.

## Geschichte und Architektur

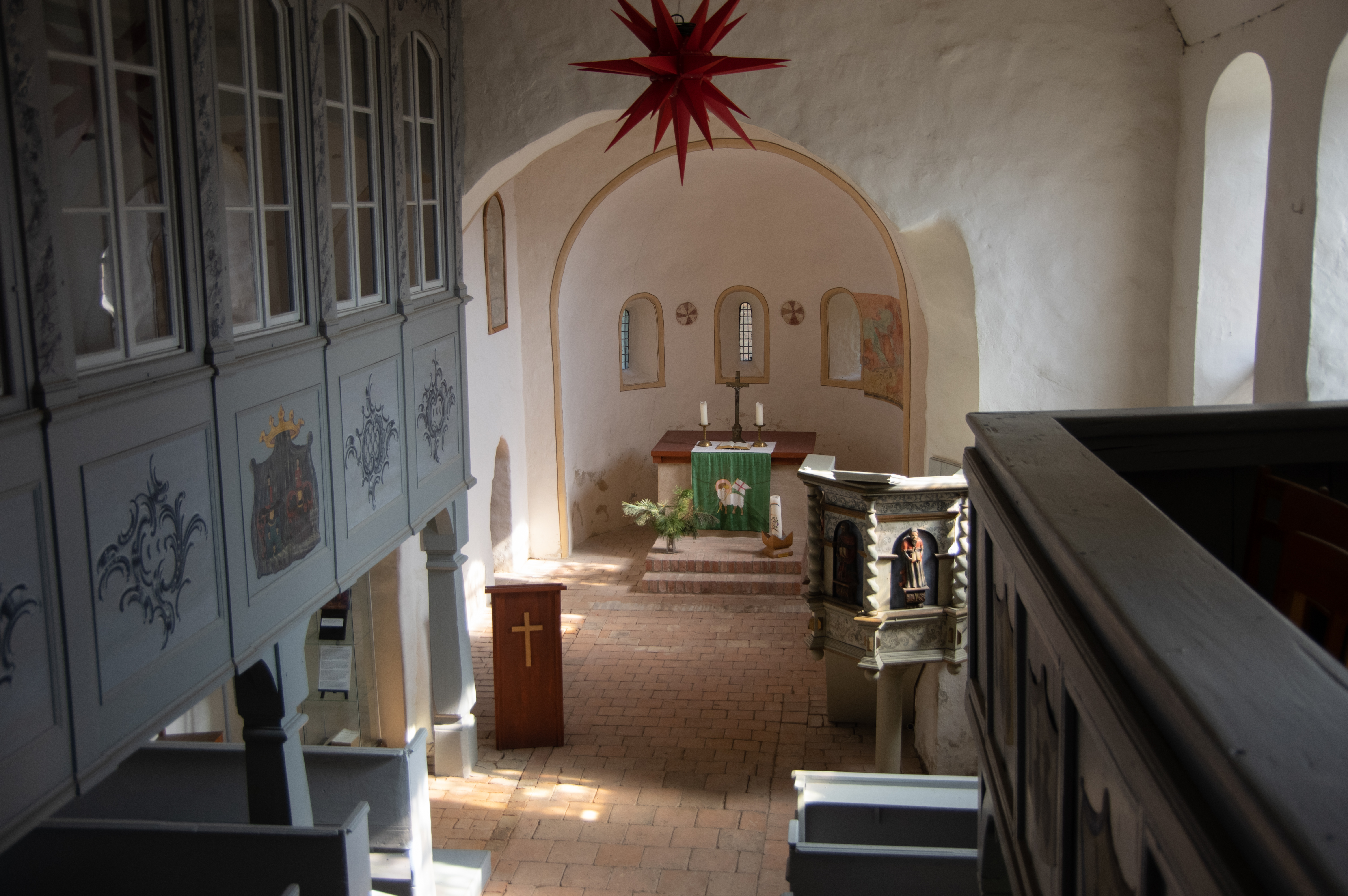
Innenansicht

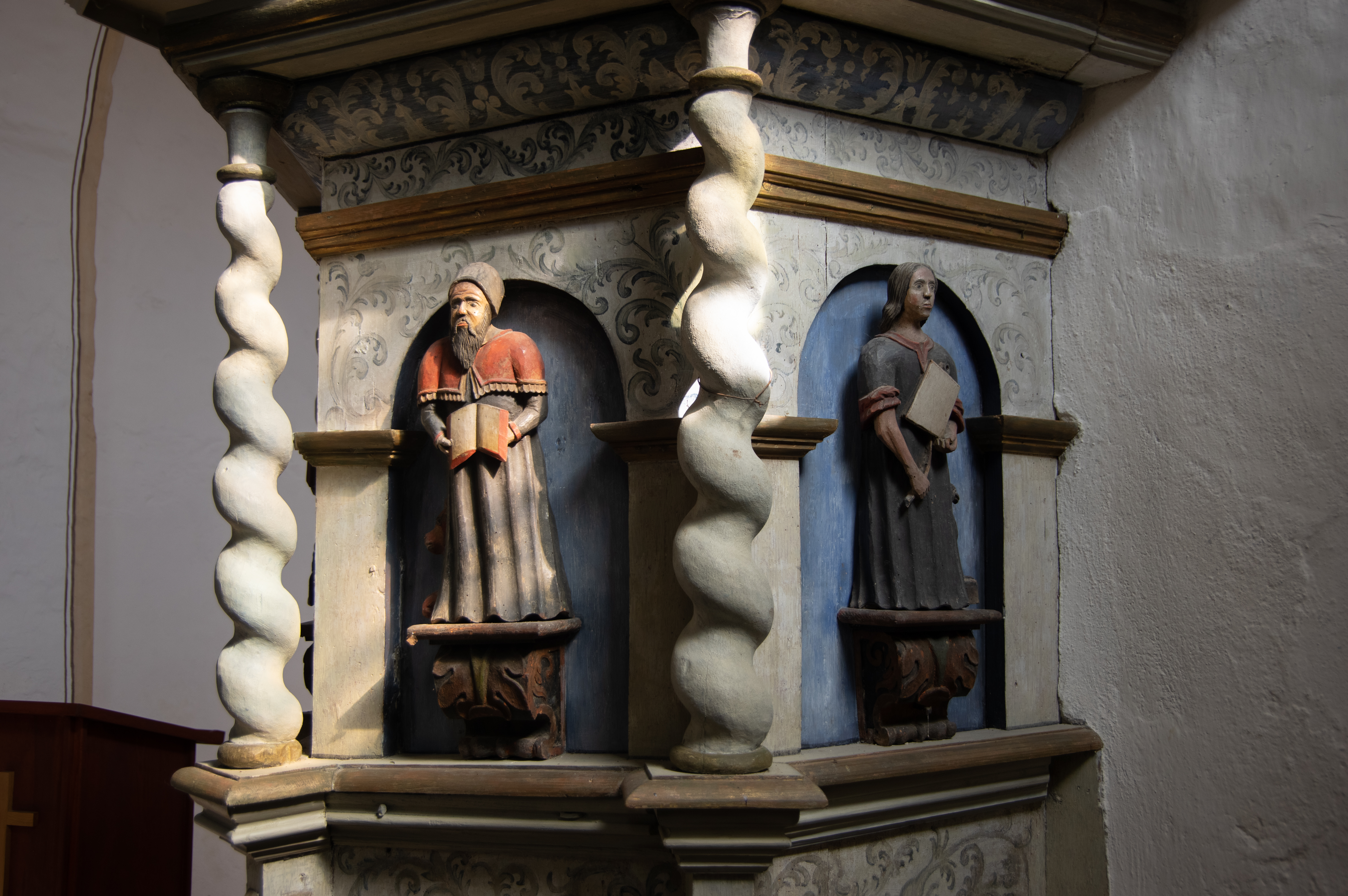
Kanzel

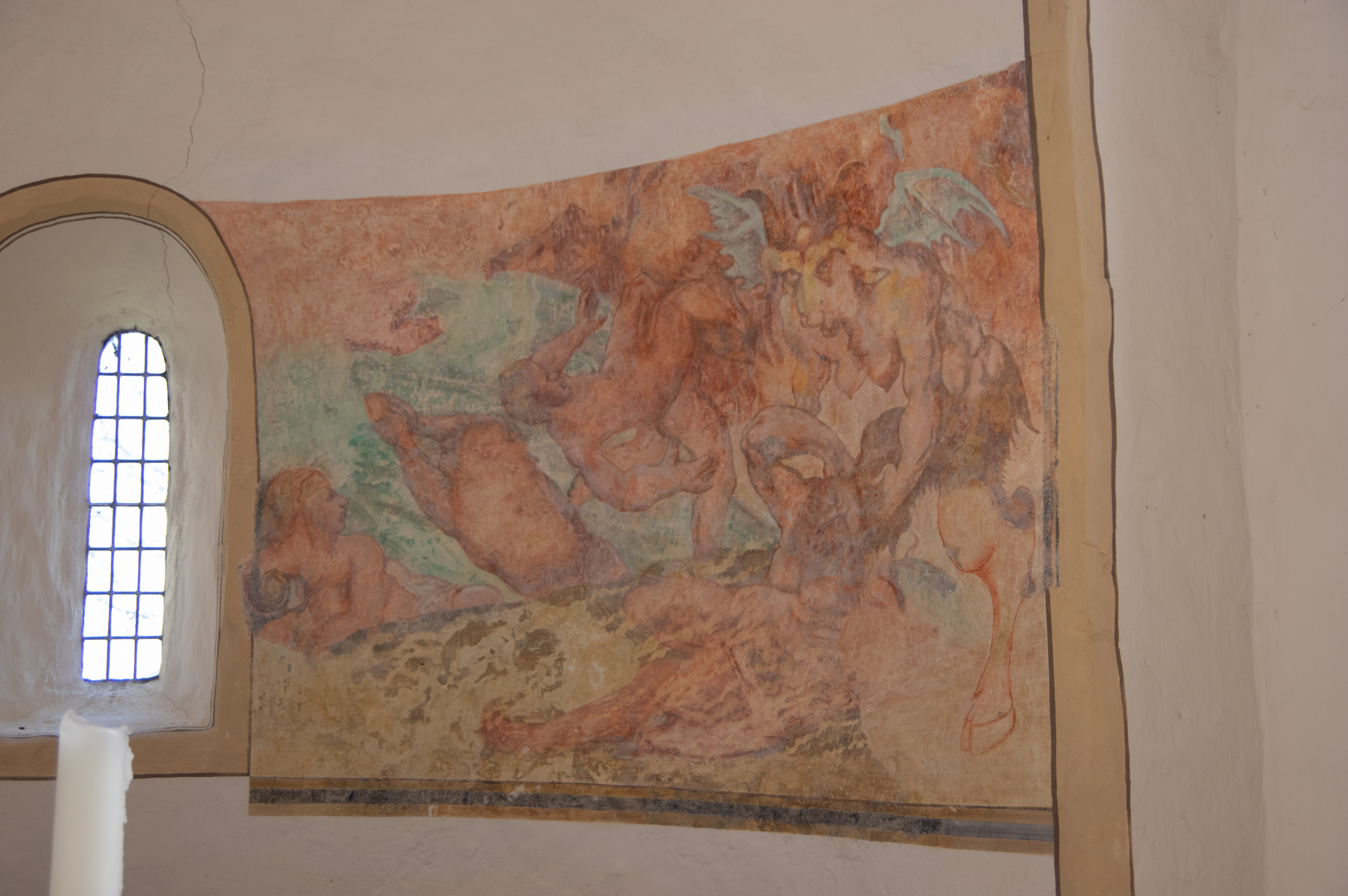
Wandmalerei

Die Dorfkirche Lübnitz ist eine Feldsteinkirche vom Beginn des 13. Jahrhunderts mit sorgfältiger Eckquaderung, einem eingezogenen quadratischen Chor, der dendrochronologisch auf 1208 (d) datiert wurde, und einer Apsis. Sie hatte ursprünglich einen Dachturm mit massiver Westseite, welcher später (nach dem Dehio-Handbuch angeblich in barocker Zeit) unter Einfügung einer Zwischenwand zum Breitturm ausgebaut wurde; diese Angabe wird jedoch von Engeser wegen des an den Ecken verwendeten Ziegelformats als unwahrscheinlich verworfen. Wahrscheinlich wurde zu Beginn des 16. Jahrhunderts beim Wiederaufbau der Kirche des zwischenzeitlich wüst gefallenen Dorfs der Westturm unter Verkürzung des Schiffs und Einfügung einer Zwischenwand zum Schiff neu aufgebaut. Der Gruftanbau an der Nordseite des Chors wurde möglicherweise in gotischer Zeit erbaut und ist nur vom Chor aus zugänglich. Die romanischen Fenster am Schiff wurden größtenteils korbbogig erweitert, auf der Nordseite ist ein zugesetztes Portal zu finden. Am Chor ist auf der Südseite eine Priesterpforte angeordnet. Eine Restaurierung erfolgte um 1960; die Kirche wurde 2007–2011 saniert. Eine schmale Westempore (wahrscheinlich aus dem 16./17. Jahrhundert) wurde später zur Hufeisenempore vergrößert. In der Apsis wurde 2010 eine Wandmalerei aus der Zeit um 1600 freigelegt, die Rollwerk und eine manieristische Höllenszene als Teil eines größeren Programms zeigt.

## Ausstattung
Die hölzerne Kanzel entstand in der Zeit um 1700, im Jahr 2011 wurde die Originalfassung freigelegt. Am polygonalen Korb sind gedrehte Ecksäulchen, dazwischen Schnitzfiguren der vier Evangelisten auf Konsolen angeordnet. Auf der Nordempore befindet sich die Patronatsloge mit einer ornamentalen Erstfassung aus der ersten Hälfte des 18. Jahrhunderts mit einem Allianzwappen der Patronatsfamilie von Thümen an der Brüstung, die zum Teil auf Metall gemalt sind.
Seit 2009 ist am Eingangsportal an der Südseite ein Bronzerelief Der Baum als Symbol der Schöpfung und ihrer Gefährdung angebracht, das von Karl-Henning Seemann geschaffen wurde.